# Злотники (Кутновський повіт)
Злотники (пол. Złotniki) — село в Польщі, у гміні Кшижанув Кутновського повіту Лодзинського воєводства.
Населення — 80 осіб (2011).
У 1975-1998 роках село належало до Плоцького воєводства.

## Демографія
Демографічна структура станом на 31 березня 2011 року:
|          | Загалом | Допрацездатний вік | Працездатний вік | Постпрацездатний вік |
| -------- | ------- | ------------------ | ---------------- | -------------------- |
| Чоловіки | 40      | 13                 | 24               | 3                    |
| Жінки    | 40      | 8                  | 22               | 10                   |
| Разом    | 80      | 21                 | 46               | 13                   |